# Dimitrie Serafim

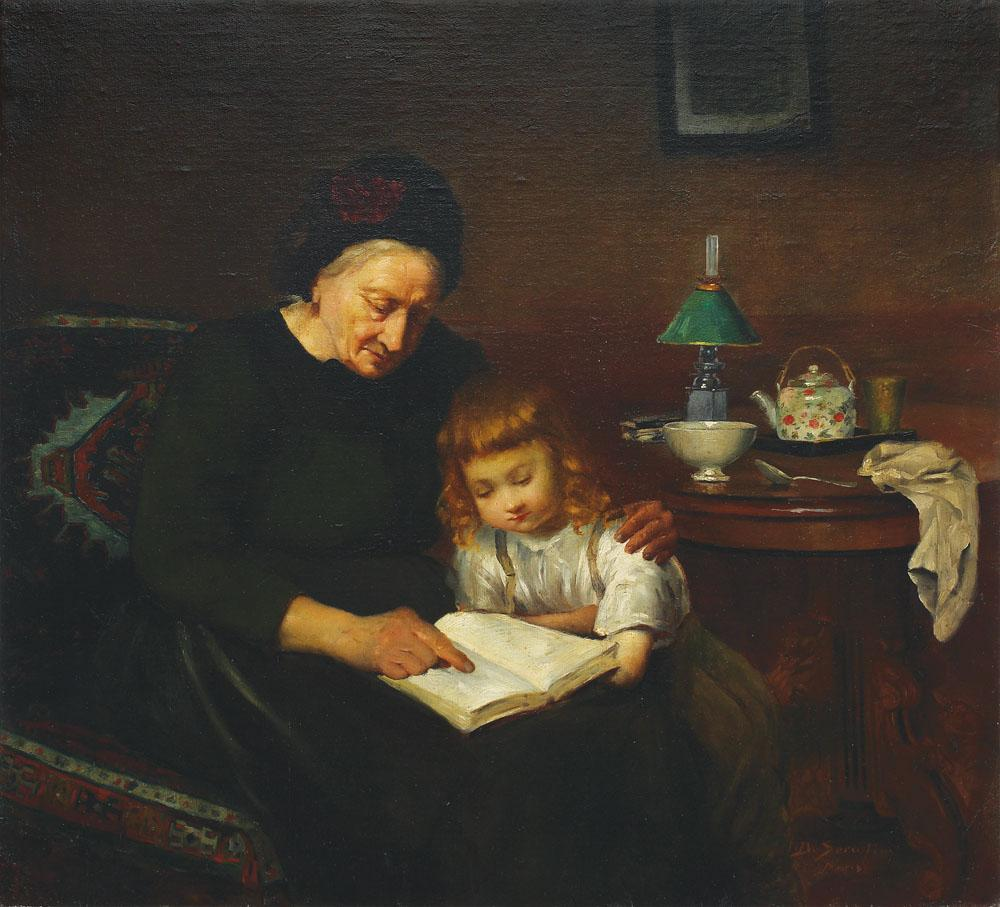
Povestea de seara.

Dimitrie Serafim (n. 1862, București, Principatele Unite – d. 1931) a fost un pictor român.

## Biografie
Tatăl său, Anton Serafim (1838-1911), originar din Varna, era un pictor de biserici, la fel ca și cei doi frați ai lui Dimitrie.
A studiat întâi la București, între 1882 si 1888, cu profesorii Theodor Aman, Gheorghe Tattarescu și C.I. Stăncescu și apoi la Paris, la Academia Julian, din 1888, cu stipendii de familie. 
După ce în 1892 a participat la primul Salon de Arta Românească, a primit o bursă de studii la Paris, studiind din nou în capitala Franței, de acestă dată cu Gerome și Henner. 
A lucrat foarte mult folosind tehinca impresionistă, sub influența pictorilor Gheorghe Tattarescu și Nicolae Grigorescu. Studiile făcute la Paris l-au influențat și s-a îndreptat spre pictura academistă de dimensiuni mari, abordând în special compoziții mitologice, dar și lucrări de mici dimensiuni, pe teme diverse. 
Când s-a lansat, Dimitrie Serafim a fost considerat o tânără speranță. Stilul său academist l-a dat înapoi. Nu a fost un inovator și nu a experimentat. A ajuns un profesor mediocru la Academia de Arte Frumoase din București, unde a predat începând din 1901.

## Legături externe
- ArtNet: More works by Serafim
- Arcadja Auctions: More works by Serafim

Format:Academism